# 马惠亭
马惠亭（1904年—1993年11月26日），男，回族，云南新兴人，中华人民共和国伊斯兰教人物，曾任云南省伊斯兰教协会会长、名誉会长，中国伊斯兰教协会常务委员，云南省政协副主席，昆明市东寺街清真寺教长。